# Cuori senza età
Cuori senza età (The Golden Girls) è una serie televisiva statunitense andata in onda dal 1985 al 1992.
La serie ruota attorno alle vicende di quattro donne che vivono sotto lo stesso tetto, in una villa di Miami, in Florida: Blanche (Rue McClanahan), Rose (Betty White), Dorothy (Beatrice Arthur) e Sophia (Estelle Getty), madre di Dorothy. Nella serie vengono trattati temi molto delicati, come la malattia, l'omosessualità, il razzismo e molti altri.
Tutte le attrici della serie hanno vinto l'Emmy Award quali migliori attrici protagoniste.
La serie ha visto la partecipazione di diverse guest star come Burt Reynolds, Rita Moreno, Mickey Rooney, Nancy Walker, Dick Van Dyke, Bob Hope, Leslie Nielsen, Brenda Vaccaro, Sonny Bono, Debbie Reynolds, Jerry Orbach, Julio Iglesias, Kristy McNichol e di attori che in seguito diventeranno famosi come Mario López, George Clooney e uno sconosciuto Quentin Tarantino nella parte di un imitatore di Elvis Presley, e molti altri.

## Personaggi ed interpreti

### Personaggi principali
- Dorothy Petrillo Zbornak (177 episodi, 1985-1992), interpretata da Beatrice Arthur.
- Rose Nylund (177 episodi, 1985-1992), interpretata da Betty White.
- Blanche Hollingsworth Devereaux (177 episodi, 1985-1992), interpretata da Rue McClanahan.
- Sophia Petrillo (177 episodi, 1985-1992), interpretata da Estelle Getty.

### Personaggi secondari
- Stan Zbornak (25 episodi, 1985-1992), interpretato da Herb Edelman.
- Miles Webber (13 episodi, 1985-1992), interpretato da Harold Gould.
- Salvatore Petrillo (8 episodi, 1987-1991), interpretato da Sid Melton.
- Zio Angelo (6 episodi, 1988-1992), interpretato da Bill Dana.
- Candy (4 episodi, 1987-1991), interpretata da Meg Wyllie.
- Giovane Dorothy Zbornak (4 episodi, 1987-1991), interpretata da Lynnie Greene.
- Comico (4 episodi, 1989-1991), interpretato da David Jackson Willis.
- Dreyfuss (4 episodi, 1988-1992), interpretato da Bear the Dog.
- Rebecca Devereaux (3 episodi, 1989-1991), interpretata da Debra Engle.
- Michael Zbornak (3 episodi, 1986-1989), interpretato da Scott Jacoby.
- Enrique Mas (3 episodi, 1989), interpretato da Chick Vennera.
- Lillian (3 episodi, 1988-1991), interpretata da Ellen Albertini Dow.
- Poliziotto (3 episodi, 1989-1991), interpretato da Stan Roth.
- Dottor Harry Weston (3 episodi, 1988-1989), interpretato da Richard Mulligan.
- Max Weinstock (3 episodi, 1988-1990), interpretato da Jack Gilford.
- Lou (3 episodi, 1986-1990), interpretato da Alan Blumenfeld.

## Episodi
La serie è stata trasmessa dalla NBC dal 1985 al 1992 per un totale di 180 episodi per 7 stagioni. In Italia è arrivata il 18 settembre 1989 su Rai Uno.
| Stagione         | Episodi | Prima Tv USA | Prima Tv Italia |
| ---------------- | ------- | ------------ | --------------- |
| Prima stagione   | 25      | 1985-1986    | 1989            |
| Seconda stagione | 26      | 1986-1987    | 1989            |
| Terza stagione   | 25      | 1987-1988    | 1989            |
| Quarta stagione  | 26      | 1988-1989    |                 |
| Quinta stagione  | 26      | 1989-1990    |                 |
| Sesta stagione   | 26      | 1990-1991    |                 |
| Settima stagione | 26      | 1991-1992    |                 |

## Spin-off
La serie ha generato due spin-off: Il cane di papà, trasmessa dal 1988 al 1995, e Cuori al Golden Palace, andata in onda dal 1992 al 1993.